# 静神社

一の鳥居

静神社（しずじんじゃ）は、茨城県那珂市静にある神社。式内社（名神大社）、常陸国二宮で、旧社格は県社。神紋は「丸に桜」。

## 社名
『常陸国風土記』久慈郡の条には「静織（しどり）の里」とあり、上古に綾を織る機を知る人がここで初めて織ったのでその由来となったと見える。また、『和名類聚抄』には常陸国久慈郡に「倭文郷（しどりごう）」の記載があり、これらの「シドリ」が縮まり「静（しず）」の地名・社名となったと推測される。加えて、『万葉集』には常陸国の住人である倭文部可良麻呂の名前が見え、倭文部が常陸国に居住していたことも推測できる。
なお、当地は現在では那珂郡地域に位置する。当地を含む久慈川以西は中世には久慈西郡であったが、文禄検地で那珂郡に編入されたという。

## 祭神
祭神は次の4柱。
主祭神
- 建葉槌命（たけはづちのみこと） - 別名を「倭文神（しどりのかみ）」とする。

相殿神
- 手力雄命（たぢからをのみこと）
- 高皇産霊命（たかみむすびのみこと）
- 思兼命（おもいかねのみこと）

### 祭神について
主祭神の建葉槌命について、『古語拾遺』には「天羽槌雄神」と記載され、倭文の遠祖であり文布を織って天照大神に仕えたとある。また、『日本書紀』神代には「倭文神建葉槌命」とあり、武甕槌神・経津主神の葦原中国平定で従わなかった星神香香背男へ派遣されて平定したという。
なお、江戸時代末期までは手力男命（手力雄命）を主神としていた。『新編常陸国誌』によれば、その当時に祀られていた手力男命は小勝村から移祭したもので、古来から鎮まっていたのは天葉槌命（建葉槌命）であるという。

## 歴史

### 創建
創建は不詳。『新編常陸国誌』では大同元年（806年）に創建されたという社伝を載せる。
前述のように当地は倭文部、すなわち文様付の布を織る技術者集団の居住地と見られ、静神社はその関係社と見られている。また、静神社東方には5世紀を中心とした古墳群（新宿古墳群<あらじゅくこふんぐん>）が残っており、静神社との関係性が指摘される。

### 概史
国史では、仁和元年（885年）に「静神」の神階が従五位上に昇叙されたと見える。延長5年（927年）成立の『延喜式』神名帳では常陸国久慈郡に「静神社 名神大」と記載され、名神大社に列している。
また、鹿島神宮（一宮）や吉田神社（三宮）とともに静神社は常陸国の二宮として崇敬されたという。このように崇敬された理由として、遅くとも奈良時代から麻布の使用が庶民に広がったが、常陸国はその特産地であり静神社がその生産に関与したためとする説がある。
中世には佐竹氏が当地を領有し、佐竹貞義によって静神社境内に弘願寺・西方寺・静安寺が設けられた。
江戸時代には、慶長7年（1602年）に徳川秀忠から神領150石が寄進された。その後は水戸徳川家の祈願所とされ、維持管理は藩費によってなされたという。寛文7年（1667年）に徳川光圀（水戸第2代）が社殿を修造し、弘願寺を含めて3寺は廃されたが、この際に銅印（重要文化財）が発見されている。これにより、神仏習合から唯一宗源神道に改められた。以後も徳川氏から崇敬され、徳川綱條（水戸第3代）からは三十六歌仙が奉納され、徳川斉昭（水戸第9代）が天保12年（1841年）の火災で焼失していた社殿を再建した。なお、その火災で燃えた神木の切り株は現在も境内にある。
明治に入り、近代社格制度では県社に列した。

### 神階
- 仁和元年（885年）5月22日、従五位下から従五位上 （『日本三代実録』） - 表記は「静神」。

## 境内
本殿・拝殿・楼門に代表される社殿は、天保年間（1830年 - 1844年）に徳川斉昭による再建である。また、境内には東京織物卸商業組合が寄進した「織姫」像があるほか、静神社の使いは白い機織り物が長くのびる様子を表した「白蛇」とされており、現在も織物との関係は深い。

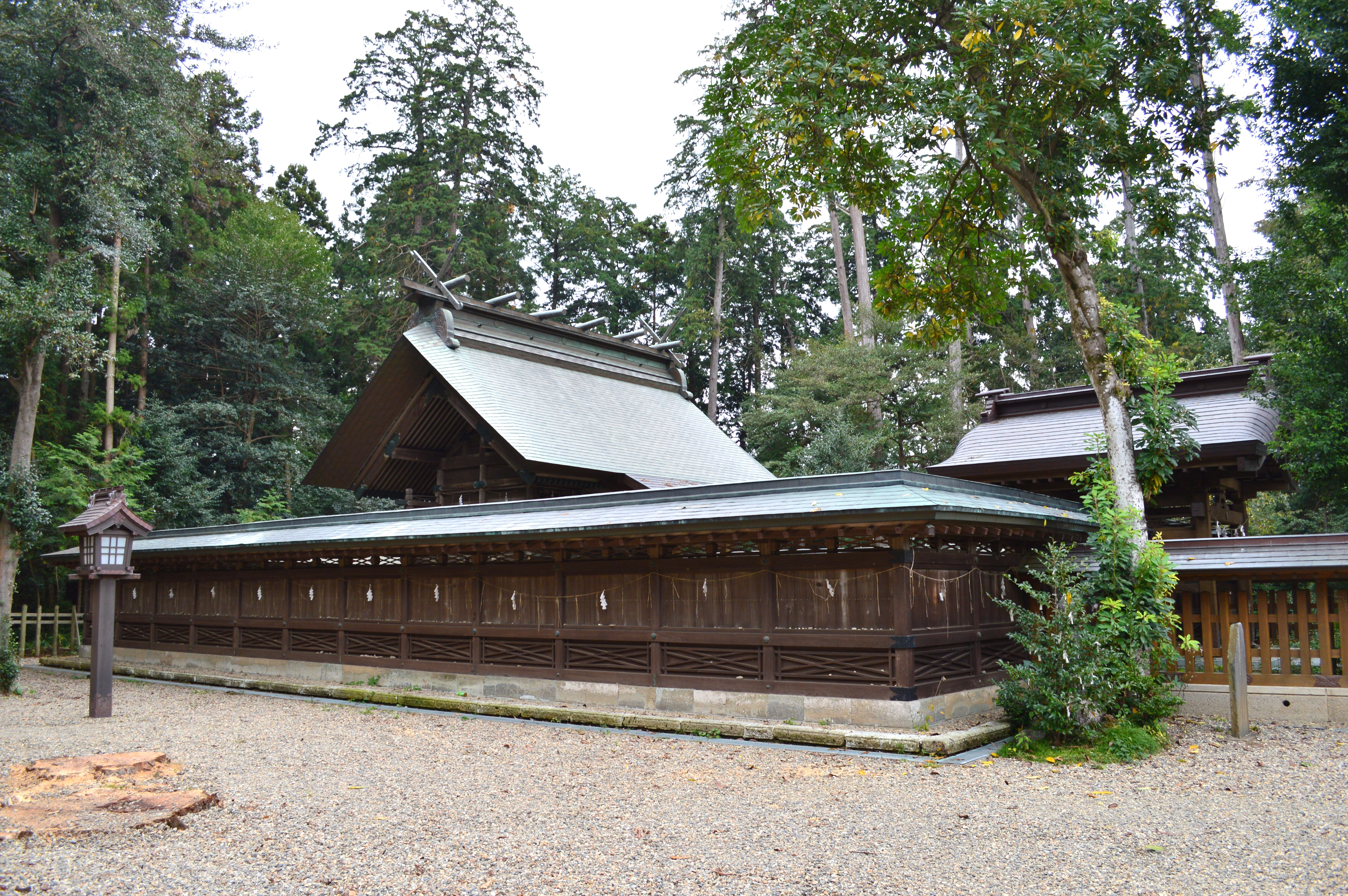
本殿
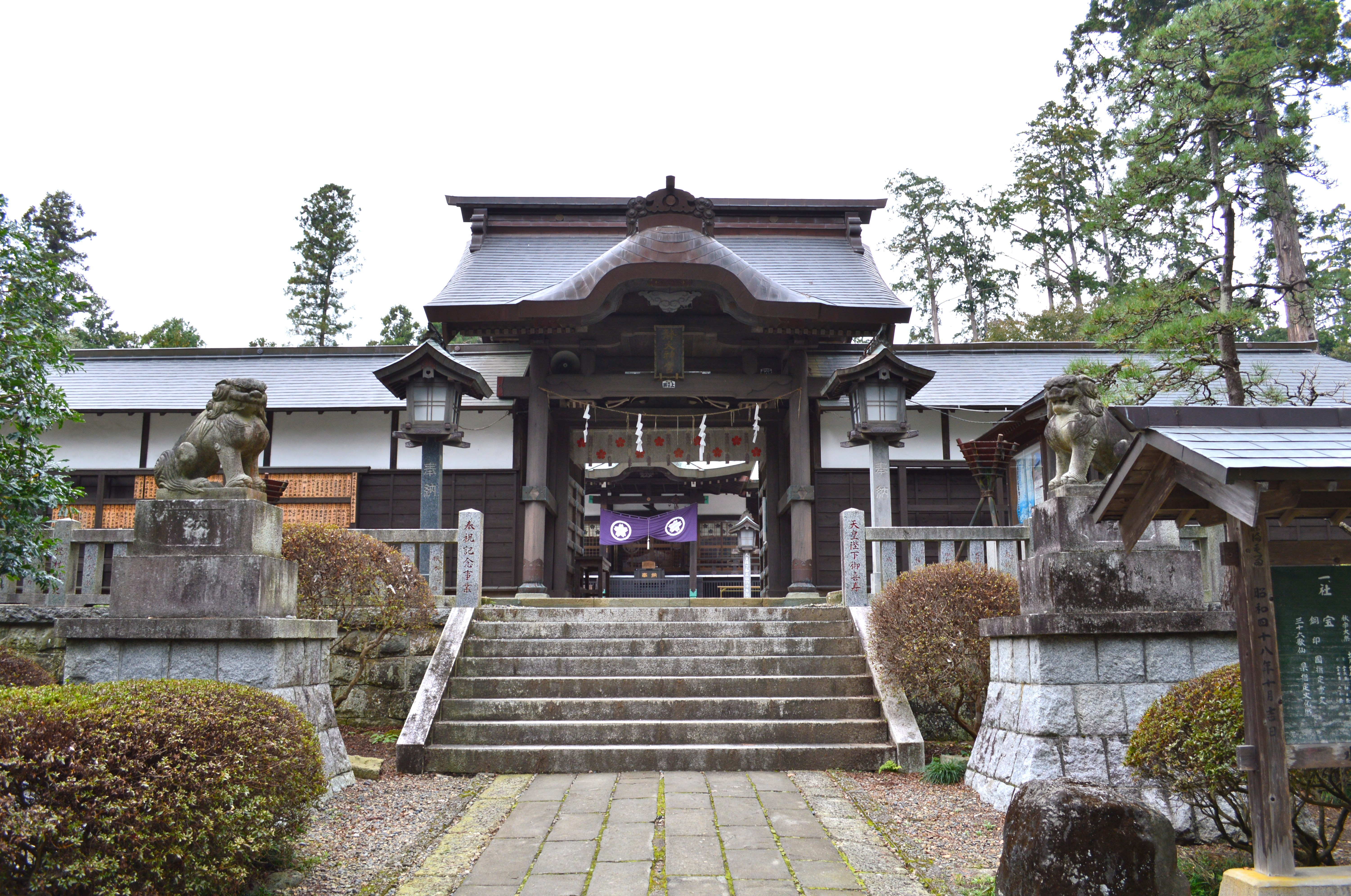
神門
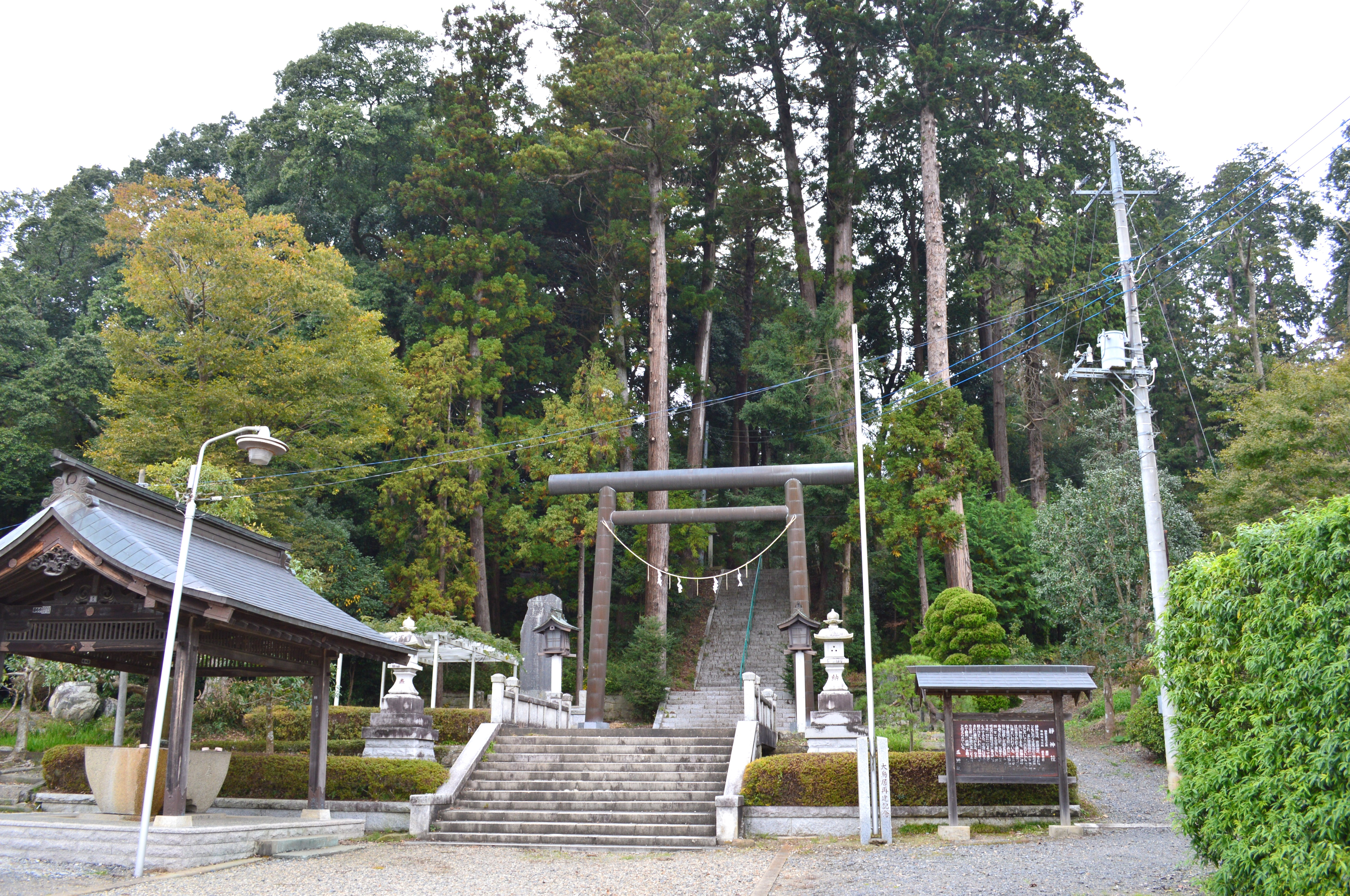
二の鳥居と社叢
織姫像

## 摂末社

手接足尾神社

- 手接足尾神社
本殿裏手の山中にある末社。手足の健康を守護する神として、手差しや草履を納めて祈願する風習がある。

その他、境内には数社が鎮座する。

## 関係地
- 弘願寺
元静神社内にあった臨済宗の寺院で、徳川光圀により分離された。明治時代の廃仏毀釈により廃寺になったが、茨城県那珂市下大賀に再建された。
- 新宿古墳群
境内東方にある古墳群。そのうち、権現塚古墳 （那珂市指定史跡、北緯36度30分30.08秒 東経140度25分31.98秒 / 北緯36.5083556度 東経140.4255500度）は墳丘長31メートルの前方後円墳で、5世紀末頃の築造と推定される[6]。この古墳群は、静神社を祀った倭文部の墳墓と見られている[5]。

## 祭事
- 歳旦祭 （1月1日）
- 節分祭 （節分の日）
- 春の例祭 （4月1日）
- 御田植祭 （6月5日）
- 七五三祭 （11月15日）
- 新穀感謝祭 （11月23日）
- 織物祭 （11月25日）
- 秋の大祭 （11月25日-27日）
  - 宵祭 （11月25日）
  - 本祭 （11月26日、27日） - 27日には特殊神事の蔦舞・お笹明神出御が行われる。

なお、古くは旧暦4月9日に「磯降り神事」として海岸まで神幸が行なわれていた。

## 文化財

### 重要文化財（国指定）
- 銅印（附 印笥）（考古資料）
奈良時代の作と見られる銅製の印。印面には「静神宮印」とある。寛文7年（1667年）、徳川光圀による社殿造営の際に境内から発掘された。黒塗りの箱（印笥）に納められ、箱には徳川光圀自身の手により金文字で「宰相中将水戸源臣光圀謹記」と記されている。昭和29年3月20日指定[7][8]。

### 茨城県指定文化財
- 有形文化財
  - 紙本著色三十六歌仙 35枚（絵画）
江戸時代、水戸第3代藩主徳川綱條が宝永2年（1705年）に奉納したもの。天保12年（1841年）の火災で1枚は焼失。昭和37年10月24日指定[9]。

### 那珂市指定文化財
- 有形文化財
  - 陣太鼓（工芸品）
直径146センチメートル、長さ61センチメートルの太鼓。江戸時代の天保11年（1840年）頃、徳川斉昭により追鳥狩用の軍鼓として作られた。平成15年7月17日指定[10]。

### その他
- 「静神社」の掛け軸 - 三条実美公爵の書。
- 桜田門外の変の錦絵 - 静神社の神官の子で水戸藩士だった斎藤監物が桜田門外の変に参加した様子が描かれた錦絵。

## 現地情報
所在地
- 茨城県那珂市静2

交通アクセス
- 鉄道：東日本旅客鉄道（JR東日本）水郡線 静駅から1.5km[11]
- 車：常磐自動車道 那珂ICから6km

周辺
- 静峰公園 - 静神社に隣接し、約2,000本の八重桜が植えられている。